# درچستر (نبراسکا)
درچستر(به انگلیسی: Dorchester) شهری در ایالت نبراسکا کشور ایالات متحده آمریکا است که جمعیت آن در سرشماری سال ۲۰۱۰ میلادی، ۵۸۶ نفر بوده‌است.